# Мусаєва Севгіль Хайретдинівна
Севгі́ль Хайретди́нівна Муса́єва (крим. Sevgil Hayretdin qızı Musayeva, нар. 18 червня 1987, Джума, Узбекистан) — українська журналістка, головна редакторка онлайн-видання «Українська правда» (з 2014). У 2011‒2013 роках була кореспонденткою журналу «Forbes Україна». У 2014 році запустила ділове інтернет-видання Hubs і була його головною редакторкою. Спеціалізувалась на нафтогазовій тематиці та паливно-енергетичному комплексі. Провела власні журналістські розслідування про бізнес Сергія Курченка, нафтогазові справи Нестора Шуфрича і Миколи Рудьковського та статті доходів Юрія Іванющенка. Шість разів отримувала премію PRESSZVANIE.

## Біографія

### Ранні роки та початок кар'єри
Севгіль Мусаєва народилася 18 червня 1987 року в місті Джума (Узбекистан). У 1989 році, коли кримським татарам дозволили повернутися до Криму, її родина переїхала до Керчі. Під час навчання в школі почала друкуватися у республіканській пресі, з 9-го класу відвідувала місцеву школу журналістики. Була членом Малої академії наук та отримувала стипендію Ради міністрів Криму. З 2004 по 2010 рік навчалася в Інституті журналістики КНУ імені Тараса Шевченка.
Першим місцем роботи Севгіль у Києві був спортивний телеканал. Кар'єру у діловій журналістиці вона розпочала у 2007 році в агентстві «Економічні новини». У 2008 році перейшла до газети «Дело», а у лютому 2009 року стала репортером видання «Власть денег», де сформувалась як спеціалістка з нафтогазової тематики й паливно-енергетичного комплексу. У червні 2011 року перейшла до журналу «Forbes Украина». Провела власні журналістські розслідування про бізнес Сергія Курченка, нафтогазові справи Нестора Шуфрича і Миколи Рудьковського та статті доходів Юрія Іванющенка. У серпні 2013 року пішла з Forbes після того, як видання придбав Сергій Курченко.
Восени 2013 року запустила проєкт Hubs, ставлячи за мету створити альтернативний Forbes. Запуск Hubs збігся з початком Євромайдану і в перший час у проєкті публікувались новини та репортажі, пов'язані з протестами. Спочатку проєкт розвивався у Facebook, а у лютому 2014 року був запущений як окреме ділове інтернет-видання, головною редакторкою якого стала Мусаєва. Після анексії Криму Росією виступила співініціаторкою проєкту «КримSOS», спрямованого на надання достовірної інформації та допомогу людям у питаннях безпеки, переселенні та пошуку ресурсів.

### В «Українській правді»
На запрошення Олени Притули у жовтні 2014 року стала головною редакторкою онлайн-видання «Українська правда». У листопаді 2014 року агентство «Рейтер» опублікувало розслідування про олігарха Дмитра Фірташа та його зв'язки з президентом Росії Володимиром Путіним, співавтором якого виступила Севгіль Мусаєва. У травні 2015 року стала однією з ведучих проєкту «Громадське. Крим» на Громадському телебаченні. У березні 2016 року разом із заступницею головного редактора сайту «Страна.ua» Світланою Крюковою запустила спецпроєкт «Чорне і біле», в рамках якого на «Українській правді» вийшла серія парних інтерв'ю з елементами репортажу.
У жовтні 2016 року увійшла до складу Незалежного антикорупційного комітету з питань оборони (проєкт «Трансперенсі Інтернешнл» за підтримки Міністерства закордонних справ Нідерландів). У березні 2017 року була опублікована книга-інтерв'ю Севгіль Мусаєвої та Аліма Алієва «Мустафа Джемілєв. Незламний» про життя Мустафи Джемілєва. У квітні 2017 року повідомлялось, що Мусаєва стане персонажем комп'ютерної гри BizWorld. У жовтні 2017 року стала ведучою кримськотатарського каналу ATR.
У лютому 2018 року стала стипендіаткою Інституту Reuters і пів року навчалася в Оксфордському університеті. У березні 2018 року на телеканалі ZIK відбулася прем'єра спільного з виданням «Українська правда» викривального проєкту «Джокери», ведучою якого стала Севгіль Мусаєва; у грудні 2018 року Мусаєву в «Джокерах» замінив Міхеіл Саакашвілі. У серпні 2018 року стала стипендіаткою програми з журналістики фундації Nieman у Гарвардському університеті, де навчалась протягом 10 місяців. Повернулась до роботи в «Українській правді» у червні 2019 року.
Видання theБабель у червні 2019 року повідомляло, що президент Володимир Зеленський пропонував Севгіль Мусаєвій стати його прессекретаркою, коли тривав конкурс на цю посаду; журналістка цю інформацію не підтвердила і не спростувала. У жовтні 2019 року взяла участь у фотопроєкті «17 цілей сталого розвитку» в рамках кампанії ООН «Be the Change».
14 липня 2022 року отримала Міжнародну премію за свободу преси.

## Благодійність
У червні 2012 року Севгіль Мусаєва та журналіст Борис Давиденко створили до Дня журналіста благодійний аукціон, на якому розпродавались подарунки, отримані журналістами від пресслужб. Перший аукціон за три місяці зібрав 76 тисяч гривень, на які були куплені нові меблі та ліжка для школи-інтернату в Трипіллі. За рік існування аукціону на благодійні цілі було зібрано 220 тисяч гривень.
У грудні 2012 року за участі Севгіль Мусаєвої організована благодійна вистава «Лети, метелику». Діти з театральної студії своїм виступом збирали гроші на лікування онкохворих ровесників. Отримані кошти передано проєкту «Таблеточки», що спрямований на закупівлю ліків для онкохворих дітей.

## Міжнародні відзнаки
У листопаді 2022 року стала лауреаткою Міжнародної премії за свободу преси CPJ.

## Участь
Членкиня консультаційної ради російськомовного «Dron Media».

## Родина
У серпні 2014 року Севгіль Мусаєва вийшла заміж за Андрія Боровика, згодом пара розлучилася. Зустрічається з політологом Миколою Давидюком.
У Севгіль є сестра Елядіє Мусаєва, кінорежисерка-початківець, чия стрічка OTUZ про депортацію кримських татар була представлена на кінофестивалі «Молодість»; нині Елядіє мешкає в Нью-Йорку.